# 石多駅
石多駅（ソクタえき、朝鮮語: 석다역）は、朝鮮民主主義人民共和国平安南道甑山郡にかつて存在した駅で、南洞線に属していた。 

## 隣の駅
南洞線
楽生駅 - 石多駅 - 漢川駅